# Wadjit
Wadjit (Schlangengau) war der zehnte oberägyptische Gau in der Landeseinteilung des Alten Ägypten. Der Name des Gaues ist seit dem Alten Reich bezeugt. Der Hauptort war mindestens seit dem Mittleren Reich Tjebu, das moderne auf dem Ostufer des Nils gelegene Qaw el-Kebir. Hier wurde Nemti verehrt. Nach diesem Gott nannten die Griechen die Stadt Antaiopolis und darauf beruhend den Gau Antaiopolites. Die Fürsten des Gaues wurden im Alten Reich bei Hemamieh und im Mittleren Reich bei Qaw el-Kebir bestattet. 
Auf dem Westufer war Per-Wadjit eine bedeutende Stadt, wo die Göttin Wadjet verehrt wurde. Diese bei den Griechen Aphroditopolis genannte Stadt scheint im 3. und 2. Jahrhundert v. Chr. an Bedeutung gewonnen zu haben, worauf der ganze Gau Aphroditopolites genannt wurde. In römischer Zeit gewann die Stadt Apollonospolis mikra Heptakomia an Bedeutung und der Gau wurde in Appolonopolites umbenannt, wobei der Name Antaiopolites auch wieder auftaucht und es nicht vollkommen klar ist, ob der Gau geteilt wurde. Andere Ortschaften im Wadjit-Gau waren Magab und Minet.